# Acenocumarol
Acenocumarolul (cu denumirea comercială Trombostop) este un anticoagulant cumarinic. Acționează ca antivitamină K. Calea de administrare disponibilă este cea orală. Se regăsește sub formă de comprimate de 2 mg, administrându-se inițial o doză de atac de 4mg/zi, care se continuă după 2-3 zile cu 1-2 mg pe zi, în funcție de INR.
Efectul se instalează după 24-72 de ore și se menține 2-3 zile după oprirea tratamentului.

## Reacții adverse
Principalul efect advers asociat tratamentului cu acenocumarol este hemoragia, dependentă de doză.